# Pietro Pintor
Pietro Pintor, italijanski general, * 1880, † 1940.